# Staurogyne kradengensis
Staurogyne kradengensis är en akantusväxtart som beskrevs av Cornelis Eliza Bertus Bremekamp. Staurogyne kradengensis ingår i släktet Staurogyne och familjen akantusväxter. Inga underarter finns listade i Catalogue of Life.